# AB Moteurs
AB Moteurs – francuski kanał telewizyjny poświęcony historii i teraźniejszości świata motoryzacji. 
Jest produkowany na potrzeby platformy cyfrowej AB Sat, ale rozpowszechniany także poza Francją. W Polsce mogli go oglądać abonenci Cyfry+, którzy wykupili pakiet dodatkowy RelaXXX.